# Heteronychus arator
Espèce
Heteronychus arator est une espèce d'insectes coléoptères de la famille des Scarabaeidae originaire d'Afrique australe.
C'est un insecte ravageur polyphage, qui attaque les racines de nombreuses espèces de plantes, principalement les graminées fourragères des prairies, mais aussi diverses plantes cultivées, en particulier le maïs et la pomme de terre.

## Description
L'adulte, de couleur noire brillante sur le dos et  brun rougeâtre sur le ventre, mesure de 12 à 15 mm de long.
le mâle est légèrement plus petit que la femelle et s'en distingue par le tarse des pattes avant, plus court et plus épais que chez la femelle, ainsi que par la forme du pygidium à l'extrémité de l'abdomen, plus arrondi chez le mâle, plus pointu chez la femelle.
Les larves, de couleur blanc crème, sauf la tête noirâtre, ont l'aspect de vers blancs du sol et mesurent 25 mm de long au troisième et dernier stade de développement. Elles portent trois paires de pattes sur le thorax.
Les œufs, de couleur blanche et de forme ovale, mesurent environ 1,8 mm de long au moment de la ponte. Ils tendent à s'arrondir par la suite.

## Cycle biologique
Heteronychus arator est un insecte univoltin (une génération par an) dont le cycle biologique se déroule presque entièrement sous terre, bien que les adultes soient aptes au vol.
Les accouplements se font principalement au printemps et parfois en automne. Pendant cette période les adultes se déplacent au sol et volent la nuit. Les larves se développent au cours de l'été. La nouvelle génération d'adultes émerge au bout de deux semaines environ, en été et jusqu'en automne.
On les trouve le plus souvent sous la surface du sol, jusqu'à une profondeur d'environ 15 cm. Ils peuvent se disperser vers de nouveaux sites en volant.
Un excès d'humidité est très nocif pour les œufs et le premier stade larvaire.

## Plantes-hôtes
Heteronychus arator est un insecte polyphage qui admet une large gamme de plantes-hôtes, même si les adultes et les larves préfèrent se nourrir sur les racines de graminées (Poaceae) des prairies agricoles et des pelouses.
Parmi autres les plantes cultivées attaquées par cette espèce figurent notamment la pomme de terre (Solanum tuberosum), le maïs (Zea mays), la vigne (Vitis vinifera), l'ananas (Ananas comosus), diverses plantes maraîchères comme le navet (Brassica napus), le chou et le chou-fleur (Brassica oleracea), les courges (Cucurbita spp.), la carotte (Daucus carota), la laitue (Lactuca sativa), le pois (Pisum sativum), la fraise (Fragaria x ananassa), la tomate  (Solanum lycopersicon ) et la rhubarbe (Rheum rhabarbarum), ainsi que des plantes ornementales telles que bégonias, soucis, pétunias et phlox.

## Distribution
L'aire de répartition d' Heteronychus arator s'étend à l'origine en Afrique centrale et australe : Afrique du Sud, Angola, Botswana, Comores, Congo, Éthiopie, Kenya, Lesotho, Madagascar, Malawi,  Mozambique, Namibie,Tanzanie, Zaire, Zambie, Zimbabwe.
L'espèce s'est diffusée également en Amérique du Sud (Brésil) et en Océanie : Australie, La Réunion, Nouvelle-Zélande (île du nord) et Nouvelle-Guinée,.

## Taxinomie

### Synonymes
Selon Catalogue of Life (26 mai 2014) :
- Heteronychus indenticulatus Endrödi, 1974 ;
- Heteronychus madagassus Endrödi, 1960 ;
- Heteronychus sanctaehelenae Blanchard, 1853 ;
- Heteronychus transvaalensis Péringuey, 1901.

### Liste des sous-espèces
Selon Catalogue of Life (26 mai 2014) :
- sous-espèce Heteronychus arator australis Endrödi, 1961
- sous-espèce Heteronychus arator borealis Endrödi, 1961
- sous-espèce Heteronychus arator centralis Endrödi, 1960
- sous-espèce Heteronychus arator clypealis Fairmaire, 1893
- sous-espèce Heteronychus arator occidentalis Endrödi, 1961
- sous-espèce Heteronychus arator rugifrons Fairmaire, 1871